# UFC 179
UFC 179: Aldo vs. Mendes II foi um evento de artes marciais mistas promovido pelo Ultimate Fighting Championship ocorrido no Ginásio do Maracanãzinho, em 25 de outubro de 2014, no Rio de Janeiro, Brasil

## Background
A luta principal foi a revanche entre o atual campeão José Aldo e o desafiante Chad Mendes pelo Cinturão Peso Pena do UFC.
Uma luta entre Lucas Martins e Jeremy Stephens foi marcada para esse card, mas o treinador de Stephens afirmou logo após a luta ser marcada que não tinha interesse de aceitar a luta. Martins permaneceu no card e foi colocado para enfrentar Darren Elkins.
Josh Shockley enfrentaria Fabrício Camões, porém após uma lesão, Shockley foi obrigado a deixar o card, dando lugar a Tony Martin.
Era esperado que Alan Patrick enfrentasse Beneil Dariush, porém uma fratura na mandíbula de Patrick fez com que ele fosse retirado do card. Seu substituto será Diego Ferreira.

## Card Oficial
Nota 1 Pelo Cinturão Peso Pena do UFC.

## Bônus da Noite
- Luta da Noite:  José Aldo vs.  Chad Mendes
- Performance da Noite:  Fábio Maldonado e  Gilbert Burns

## Ligações Externas
1. ↑  Nota 1